# Leptophis mexicanus
Espèce
Statut de conservation UICN

 LC  : Préoccupation mineure
Leptophis mexicanus est une espèce de serpents de la famille des Colubridae.

## Répartition
Cette espèce se rencontre :
- au Belize ;
- au Costa Rica ;
- au Guatemala ;
- au Honduras, où elle est présente entre 60 et 940 m d'altitude ;
- dans le sud du Mexique, dans les États d'Oaxaca, de Querétaro, de San Luis Potosí, de Tamaulipas, de Veracruz et de Yucatán ;
- au Nicaragua ;
- au Salvador.

## Liste des sous-espèces
Selon The Reptile Database (17 février 2014) :
- Leptophis mexicanus hoeversi Henderson, 1976
- Leptophis mexicanus mexicanus Duméril, Bibron & Duméril, 1854
- Leptophis mexicanus septentrionalis Mertens, 1972
- Leptophis mexicanus yucatanensis Oliver, 1942

## Homonymie
Il ne faut pas confondre la sous-espèce Leptophis mexicanus mexicanus, décrite par Duméril, Bibron & Duméril en 1854, avec Leptophis mexicanus mexicanus Peters & Orejas-Miranda, 1970 qui est, quant à elle, synonyme de Leptophis modestus (Günther, 1872).

## Publications originales
- Duméril, Bibron & Duméril, 1854 : Erpétologie générale ou histoire naturelle complète des reptiles. Tome septième. Première partie, p. 1-780 (texte intégral).
- Henderson, 1976 : A new insular subspecies of the colubrid snake Leptophis mexicanus (Reptilia: Serpentes: Colubridae) from Belize. Journal of Herpetology, vol. 10, no 4, p. 329-331.
- Mertens, 1972 : Eine neue Schlanknatter der Gattung Leptophis aus Mexico. Senckenbergiana Biologica, vol. 53, no 5-6, p. 341-342.
- Oliver, 1942 : A check list of the snakes of the genus Leptophis, with descriptions of new forms. Occasional Papers of the Museum of Zoology, University of Michigan, no 462, p. 1-19 (texte intégral).